# Krasobruslení na Zimních olympijských hrách 2010 – sportovní dvojice
Soutěž sportovních dvojic v krasobruslení na Zimních olympijských hrách 2010 se konala v Pacific Coliseum ve Vancouveru 14. února (krátký program) a 15. února 2010 (volné jízdy). Účastnilo se jí 20 párů z 12 zemí. Zlatou olympijskou medaili získal čínský pár Šen Süe–Čao Chung-po. 
Francouzská dvojice Vanessa Jamesová, Yannick Bonheur se stala prvním párem černé pleti, která nastoupila do soutěže dvojic v celé historii olympijských her.

## Výsledky
| Legenda | Legenda                          | Legenda | Legenda                |
| ------- | -------------------------------- | ------- | ---------------------- |
| TSS     | Celkové body dané části programu | TES     | Technické prvky        |
| PCS     | Programové komponenty            | SS      | Bruslařské dovednosti  |
| MO      | Kroková práce / Pohyb            | TI      | Timing                 |
| TR      | Spojovací prvky                  | PE      | Předvedení / Provedení |
| CH      | Choreografie                     | IN      | Interpretace           |
| Ded     | Srážky                           | StN     | Startovní číslo        |

### Krátký program
| Pořadí | Partnerka             | Partner             | Stát | TSS   | TES   | PCS   | SS   | TR   | PE   | CH   | IN   | Ded  | StN |
| ------ | --------------------- | ------------------- | ---- | ----- | ----- | ----- | ---- | ---- | ---- | ---- | ---- | ---- | --- |
| 1      | Šen Süe               | Čao Chung-po        | CHN  | 76.66 | 42.42 | 34.24 | 8.60 | 8.30 | 8.70 | 8.60 | 8.60 | 0.00 | 1   |
| 2      | Aljona Savčenková     | Robin Szolkowy      | GER  | 75.96 | 42.24 | 33.72 | 8.40 | 8.25 | 8.55 | 8.50 | 8.45 | 0.00 | 20  |
| 3      | Juko Kavagutiová      | Alexandr Smirnov    | RUS  | 74.16 | 40.92 | 33.24 | 8.25 | 8.10 | 8.45 | 8.30 | 8.45 | 0.00 | 16  |
| 4      | Čching Pchang         | Ťian Tchung         | CHN  | 71.50 | 39.90 | 32.60 | 8.25 | 7.90 | 8.25 | 8.15 | 8.20 | 1.00 | 18  |
| 5      | Tan Čang              | Chao Čang           | CHN  | 71.28 | 41.08 | 30.20 | 7.70 | 7.40 | 7.55 | 7.65 | 7.45 | 0.00 | 19  |
| 6      | Jessica Dube          | Bryce Davison       | CAN  | 65.36 | 36.16 | 30.20 | 7.60 | 7.30 | 7.60 | 7.65 | 7.60 | 1.00 | 17  |
| 7      | Anabelle Langlois     | Cody Hay            | CAN  | 64.20 | 37.60 | 26.60 | 6.70 | 6.30 | 6.75 | 6.80 | 6.70 | 0.00 | 9   |
| 8      | Marija Muchortovová   | Maxim Traňkov       | RUS  | 63.44 | 34.24 | 30.20 | 7.65 | 7.40 | 7.50 | 7.65 | 7.55 | 1.00 | 14  |
| 9      | Taťjana Volosožarová  | Stanislav Morozov   | UKR  | 62.14 | 34.62 | 27.52 | 7.05 | 6.70 | 6.85 | 7.00 | 6.80 | 0.00 | 15  |
| 10     | Amanda Evora          | Mark Ladwig         | USA  | 57.86 | 33.10 | 24.76 | 6.30 | 5.95 | 6.35 | 6.20 | 6.15 | 0.00 | 8   |
| 11     | Nicole Della Monica   | Yannick Kocon       | ITA  | 56.82 | 31.90 | 24.92 | 6.40 | 6.10 | 6.15 | 6.40 | 6.10 | 0.00 | 11  |
| 12     | Vera Bazarovová       | Jurij Larionov      | RUS  | 56.54 | 31.74 | 24.80 | 6.25 | 5.90 | 6.30 | 6.35 | 6.20 | 0.00 | 7   |
| 13     | Anais Morand          | Antoine Dorsaz      | SUI  | 55.34 | 32.70 | 22.64 | 5.85 | 5.40 | 5.80 | 5.75 | 5.50 | 0.00 | 13  |
| 14     | Caydee Denney         | Jeremy Barrett      | USA  | 53.26 | 29.86 | 23.40 | 6.00 | 5.60 | 5.95 | 5.95 | 5.75 | 0.00 | 4   |
| 15     | Vanessa James         | Yannick Bonheur     | FRA  | 51.16 | 28.56 | 22.60 | 5.75 | 5.40 | 5.65 | 5.80 | 5.65 | 0.00 | 6   |
| 16     | Stacey Kemp           | David King          | GBR  | 48.28 | 27.72 | 20.56 | 5.25 | 4.90 | 5.25 | 5.15 | 5.15 | 0.00 | 12  |
| 17     | Maylin Hausch         | Daniel Wende        | GER  | 45.46 | 23.54 | 21.92 | 5.60 | 5.25 | 5.35 | 5.55 | 5.65 | 0.00 | 5   |
| 18     | Maria Sergejevová     | Ilja Glebov         | EST  | 42.18 | 23.70 | 19.48 | 5.15 | 4.60 | 4.85 | 5.00 | 4.75 | 1.00 | 2   |
| 19     | Jekatěrina Kostenková | Roman Talan         | UKR  | 39.54 | 21.74 | 18.80 | 4.85 | 4.50 | 4.65 | 4.85 | 4.65 | 1.00 | 10  |
| 20     | Joanna Sulej          | Mateusz Chruściński | POL  | 39.30 | 23.26 | 18.04 | 4.75 | 4.25 | 4.40 | 4.55 | 4.60 | 2.00 | 3   |

### Volné jízdy
| Pořadí | Partnerka             | Partner             | Stát               | TSS    | TES   | PCS   | SS   | TR   | PE   | CH   | IN   | Ded  | StN |
| ------ | --------------------- | ------------------- | ------------------ | ------ | ----- | ----- | ---- | ---- | ---- | ---- | ---- | ---- | --- |
| 1      | Čching Pchang         | Ťian Tchung         | Čína               | 141.81 | 70.53 | 71.28 | 8.90 | 8.70 | 9.00 | 8.90 | 9.05 | 0.00 | 19  |
| 2      | Šen Süe               | Čao Chung-po        | Čína               | 139.91 | 67.51 | 72.40 | 8.95 | 8.85 | 9.10 | 9.10 | 9.25 | 0.00 | 20  |
| 3      | Aljona Savčenková     | Robin Szolkowy      | Německo            | 134.64 | 65.08 | 70.56 | 8.85 | 8.60 | 8.85 | 8.85 | 8.95 | 1.00 | 18  |
| 4      | Tan Čang              | Chao Čang           | Čína               | 123.06 | 65.42 | 58.64 | 7.50 | 7.15 | 7.35 | 7.40 | 7.25 | 1.00 | 14  |
| 5      | Marija Muchortovová   | Maxim Traňkov       | Rusko              | 122.35 | 61.27 | 62.08 | 7.80 | 7.55 | 7.80 | 7.85 | 7.80 | 1.00 | 15  |
| 6      | Jessica Dube          | Bryce Davison       | Kanada             | 121.75 | 60.99 | 61.76 | 7.70 | 7.60 | 7.70 | 7.85 | 7.75 | 1.00 | 16  |
| 7      | Juko Kavagutiová      | Alexandr Smirnov    | Rusko              | 120.61 | 57.13 | 64.48 | 8.05 | 7.85 | 8.05 | 8.10 | 8.25 | 1.00 | 17  |
| 8      | Taťjana Volosožarová  | Stanislav Morozov   | Ukrajina           | 119.64 | 64.64 | 56.00 | 7.15 | 6.75 | 7.05 | 7.05 | 7.00 | 1.00 | 11  |
| 9      | Anabelle Langlois     | Cody Hay            | Kanada             | 115.77 | 60.45 | 56.32 | 7.10 | 6.80 | 7.05 | 7.10 | 7.15 | 1.00 | 13  |
| 10     | Amanda Evora          | Mark Ladwig         | USA                | 114.06 | 62.06 | 52.00 | 6.45 | 6.45 | 6.65 | 6.45 | 6.50 | 0.00 | 9   |
| 11     | Věra Bazarovová       | Jurij Larionov      | Rusko              | 106.96 | 57.72 | 50.24 | 6.40 | 6.10 | 6.20 | 6.40 | 6.30 | 1.00 | 10  |
| 12     | Caydee Denney         | Jeremy Barrett      | USA                | 105.07 | 56.27 | 48.80 | 6.20 | 5.85 | 6.25 | 6.15 | 6.05 | 0.00 | 8   |
| 13     | Nicole Della Monica   | Yannick Kocon       | Itálie             | 104.78 | 54.34 | 51.44 | 6.65 | 6.30 | 6.35 | 6.55 | 6.30 | 1.00 | 12  |
| 14     | Vanessa James         | Yannick Bonheur     | Francie            | 93.94  | 48.34 | 45.60 | 5.90 | 5.45 | 5.75 | 5.75 | 5.65 | 0.00 | 6   |
| 15     | Maylin Hausch         | Daniel Wende        | Německo            | 93.28  | 51.08 | 43.20 | 5.50 | 5.20 | 5.60 | 5.35 | 5.35 | 1.00 | 1   |
| 16     | Stacey Kemp           | David King          | Spojené království | 91.66  | 49.90 | 41.76 | 5.25 | 5.10 | 5.30 | 5.30 | 5.15 | 0.00 | 5   |
| 17     | Anais Morand          | Antoine Dorsaz      | Švýcarsko          | 89.08  | 48.44 | 42.64 | 5.40 | 5.25 | 5.15 | 5.45 | 5.40 | 2.00 | 7   |
| 18     | Joanna Sulej          | Mateusz Chruściński | Polsko             | 86.52  | 49.44 | 38.08 | 4.90 | 4.40 | 4.75 | 4.90 | 4.85 | 1.00 | 4   |
| 19     | Maria Sergejevová     | Ilja Glebov         | Estonsko           | 82.72  | 43.92 | 38.80 | 5.05 | 4.65 | 4.90 | 4.95 | 4.70 | 0.00 | 3   |
| 20     | Jekatěrina Kostenková | Roman Talan         | Ukrajina           | 81.44  | 45.52 | 35.92 | 4.65 | 4.20 | 4.65 | 4.50 | 4.45 | 0.00 | 2   |

### Celkové pořadí
| Pořadí | Jména                                  | Stát               | Celkový výsledek | KP    | VJ     |
| ------ | -------------------------------------- | ------------------ | ---------------- | ----- | ------ |
| 1      | Šen Süe Čao Chung-po                   | Čína               | 216.57 (WR)      | 76.66 | 139.91 |
| 2      | Čching Pchang Ťian Tchung              | Čína               | 213.31           | 71.50 | 141.81 |
| 3      | Aljona Savčenková Robin Szolkowy       | Německo            | 210.6            | 75.96 | 134.64 |
| 4      | Juko Kavagutiová Alexandr Smirnov      | Rusko              | 194.77           | 74.16 | 120.61 |
| 5      | Tan Čang Chao Čang                     | Čína               | 194.34           | 71.28 | 123.06 |
| 6      | Jessica Dube Bryce Davison             | Kanada             | 187.11           | 65.36 | 121.75 |
| 7      | Marija Muchortovová Maxim Traňkov      | Rusko              | 185.79           | 63.44 | 122.35 |
| 8      | Taťjana Volosožarová Stanislav Morozov | Ukrajina           | 181.78           | 62.14 | 119.64 |
| 9      | Anabelle Langlois Cody Hay             | Kanada             | 179.97           | 64.20 | 115.77 |
| 10     | Amanda Evora Mark Ladwig               | USA                | 171.92           | 57.86 | 114.06 |
| 11     | Věra Bazarovová Jurij Larionov         | Rusko              | 163.50           | 56.54 | 106.96 |
| 12     | Nicole Della Monica Yannick Kocon      | Itálie             | 161.60           | 56.82 | 104.78 |
| 13     | Caydee Denney Jeremy Barrett           | USA                | 158.33           | 53.26 | 105.07 |
| 14     | Vanessa James Yannick Bonheur          | Francie            | 145.10           | 51.16 | 93.94  |
| 15     | Anais Morand Antoine Dorsaz            | Švýcarsko          | 144.42           | 55.34 | 89.08  |
| 16     | Stacey Kemp David King                 | Spojené království | 139.94           | 48.28 | 91.66  |
| 17     | Maylin Hausch Daniel Wende             | Německo            | 138.74           | 45.46 | 93.28  |
| 18     | Joanna Sulejová Mateusz Chruściński    | Polsko             | 125.82           | 39.30 | 86.52  |
| 19     | Maria Sergejevová Ilja Glebov          | Estonsko           | 124.90           | 42.18 | 82.72  |
| 20     | Jekatěrina Kostěnková Roman Talan      | Ukrajina           | 120.98           | 39.54 | 81.446 |